# Deuxième circonscription de la préfecture de Chiba
La deuxième circonscription de la préfecture de Chiba (千葉県第2区, Chiba-ken dai-ni-ku) est l'une des quatorze circonscriptions législatives que compte la préfecture de Chiba au Japon.

## Description géographique
Entre 1994 et 2022, la deuxième circonscription de la préfecture de Chiba regroupait l'arrondissement de Hanamigawa de la ville de Chiba et les villes de Narashino et Yachiyo.
Depuis 2022, elle comprend les mêmes unités administratives à l'exception de la ville de Narashino,.

## Députés
| Législature | Début de mandat | Fin de mandat | Député élu           | Parti politique | Parti politique |
| ----------- | --------------- | ------------- | -------------------- | --------------- | --------------- |
| 41e         | 1996            | 2000          | Kazuo Eguchi (ja)    |                 | PLD             |
| 42e         | 2000            | 2003          | Hisayasu Nagata (ja) |                 | PDJ             |
| 43e         | 2003            | 2005          | Hisayasu Nagata (ja) |                 | PDJ             |
| 44e         | 2005            | 2009          | Akiko Yamanaka       |                 | PLD             |
| 45e         | 2009            | 2012          | Yū Kuroda (ja)       |                 | PDJ             |
| 46e         | 2012            | 2014          | Takayuki Kobayashi   |                 | PLD             |
| 47e         | 2014            | 2017          | Takayuki Kobayashi   |                 | PLD             |
| 48e         | 2017            | 2021          | Takayuki Kobayashi   |                 | PLD             |
| 49e         | 2021            | 2024          | Takayuki Kobayashi   |                 | PLD             |
| 50e         | 2024            | -             | Takayuki Kobayashi   |                 | PLD             |